# Властвующая элита
«Властвующая элита» — книга социолога Чарльза Миллса, вышедшая в издательстве Оксфордского университета в 1956 году. В данной работе автор обращал внимание на переплетенные интересы лидеров военных, корпоративных и политических институтов общества и полагал, что рядовой гражданин является относительно бессильным объектом манипулирования со стороны данных лиц. По данным на 2014 год, переведена на 15 языков; книга заняла 39-ю позицию в ходе опроса (1997) среди социологов о книгах, оказавших на них наибольшее влияние.

## История и описание
Большие фрагменты из работы параллельно с первым изданием печатались в сартровском журнале Les Temps Modernes. Миллс объяснял Симоне де Бовуар, что «у нас общие враги», подразумевая национальное лицемерие и самодовольство, связанные с послевоенным благополучием и охарактеризованные им как «воспевание Америки».

## Влияние. Теория властвующей элиты
После выхода книги теория властвующей элиты стала современной теоретической концепцией элиты общества, которая опирается на определение понятия «общественная элита» как узкой группы людей, занимающих «командные высоты» в трёх наиболее значимых для общества социальных институтах: экономическом, политическом и военном.
Критикуя плюралистический элитизм сторонники этой идеи (Чарльз Миллс, Ральф Милибанд и др.), полагают, что главным элитообразующим признаком являются не набор каких-либо экстраординарных индивидуальных качеств, а обладание ключевой позицией в системе основных институтов власти. С их точки зрения, практическая способность демократических процедур (политические выборы, референдумы и др.) повлиять на политическую жизнь де факто является весьма ограниченной, так как находящаяся у власти элита не стремится предоставить представителям масс возможность оказывать влияние на принятие политических решений.
Концептуальные положения теории властвующей элиты были изложены Ч. Миллсом в его книге «Властвующая элита». По заключению российского социолога Дугина идеи Миллса не привнесли ничего нового в теоретическую социологию, являясь по своей сути прикладным результатом применения принципов Моски, Михельса и Парето к конкретному объекту — американскому социуму. Таким образом, главным достижением Миллса является создание точной и детальной модели политических классов и олигархической элиты США с разоблачением их «демократической» претенциозности. Aналогичная работа была проделана Моской, Михельсом и Парето в применение к европейским демократиям начала XX века. Тем не менее, идеи Миллса были приняты в США очень противоречиво, а он сам в некоторых научных публикациях был назван «пророком нового американского радикализма».

## Издания и переводы
- Миллс Р. Властвующая элита / пер. с англ. Е. И. Розенталь, Л. Г. Рошаль,  В. Л. Кон. Предисл. В. Е. Мотылёва, ред. Л. Я. Розовский. — М.: Иностранная литература, 1959. — 453 с.
- Миллс Р. Властвующая элита / пер. с англ. Е. И. Розенталь, Л. Г. Рошаль,  В. Л. Кон. — М.: Директ-Медиа, 2007. — 844 с. — ISBN 978-5-94865-923-7.